# Дејвид Морган
Дејвид Морган (енгл. David Morgan; Кардиф, 1. јануар 1994) аустралијски је пливач чија специјалност су трке делфин стилом на 100 и 200 метара. Аустралијски је олимпијац и освајач бронзане медаље са ЛОИ 2016. године. 

## Спортска каријера
Морган је присутан на међународној пливачкој сцени од децембра 2014. и светског првенства у малим базенима које је те године одржано у катарској Дохи. Учествовао је на светским првенствима у Казању 2015, Будимпешти 2017. и Квангџуу 2019, а најбољи резулат остварио је на првенству у Казању где је као члан аустралијске штафете 4×100 мешовито освојио сребрну меаљу. 
Највећи успех у каријери остварио је на ЛОИ 2016. у бразилском Рију где је као члан штафете на 4×100 мешовито (заједно са Мичом Ларкином, Џејком Пакардом и Кајлом Чалмерсом) освојио бронзану олимпијску медаљу.